# 後ろ蹴り
後ろ蹴り（うしろげり）は、中国武術、空手、空手、ムエタイ、カポエイラ、キックボクシング、シュートボクシング、プロレス、総合格闘技などの格闘技で用いられている蹴り技の一種である。バック・キックとも呼ばれている。中国武術では虎尾脚、テコンドーではティチャギ、プロレスではソバットと呼ばれている。後ろ回し蹴りと区別するために後ろ突き蹴り（うしろつきけり）と呼ぶ場合もあるが一般的ではない。

## 概要
相手の正面に立って右足を軸にして体を右方向へと回転させて相手に背中を向けた状態になったところで、軸足を左足に切り替えて体を右方向へと更に軽く捻りながら右足を振り上げて右足の裏で相手の腹部、胸板を蹴る。威力はあるが相手に後ろを見せるというリスクの高い技でもあるため、武術性を重んじる流派では使用を推奨しないこともある。

## プロレス技

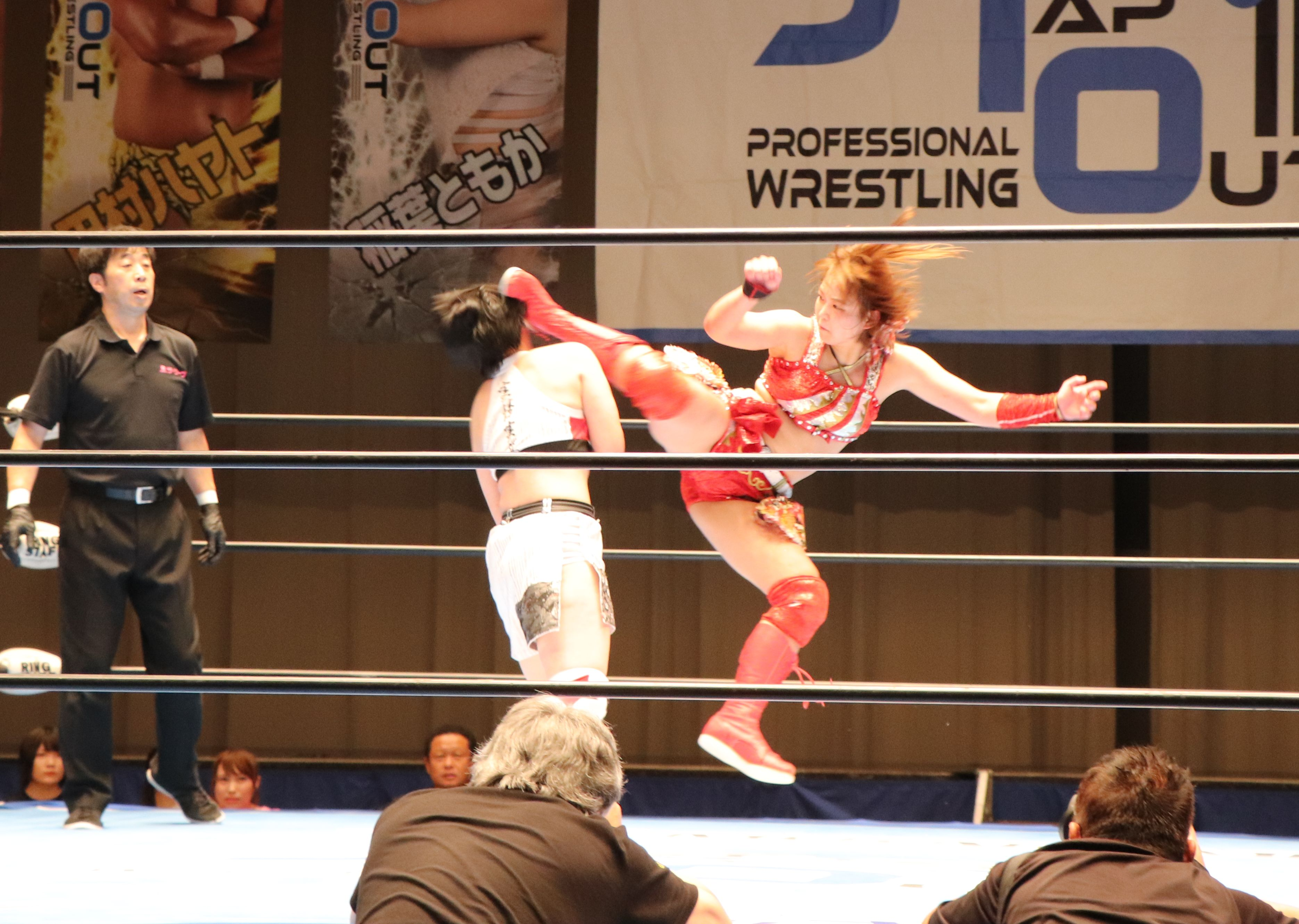
Sareeeによるローリング・ソバット。

### ローリング・ソバット
相手の正面に立ってジャンプしながら自身の体を回転させて、相手に背中を向けた状態になったところで片足を振り上げて片足の裏で相手の腹部、胸板、顔面を蹴る。